# ناتالي فوكس
ناتالي فوكس (بالإنجليزية: Natalie Fox)‏ (1950)؛ كاتِبة وروائية بريطانية.